# Remmina
Remmina est un client graphique de connexion et de prise de contrôle de bureau multi-protocoles pour les systèmes d'exploitation basés sur le noyau Linux. Il s'appuie sur la bibliothèque GTK+ pour l'affichage et permet de se connecter à distance sur les bureaux de nombreux systèmes d'exploitation : GNU/Linux, Unix, Windows, Mac OS, Android, etc.
Dans sa dernière version, Remmina prend en charge les technologies NX, RDP, SFTP, SSH, VNC et XDMCP. Les connexions peuvent se faire en clair (pas sécurisé du tout) ou à travers un tunnel SSH chiffré (recommandé) par mot de passe ou par échange de clés.
On le trouve entre autres dans les dépôts des distributions suivantes :
- Debian depuis la version 6 (Squeeze)
- Ubuntu à partir de 10.04 (Lucid Lynx)
- Linux Mint depuis la version 10 (Julia)
- Fedora 11 (Léonidas) et supérieures

## Principales caractéristiques
- Connexions sur plusieurs plates-formes distantes
- Conservation de vos paramètres de connexion
- Ajout possible de greffons pour la gestion de nouveaux protocoles
- Conservation des mots de passe dans votre trousseau

## Configuration
Selon le type de connexion souhaité, l'adresse IP et le port de connexion sont modifiables, ainsi que le nom d'utilisateur, le mot de passe, la localisation des clés de chiffrement, etc.